# サイテヒライテ
『サイテヒライテ』はさぁさのミニアルバム。

## 概要
アップ学習会オリジナル曲として起用されているタイトル曲「サイテヒライテ」、シングル曲「ドラマチック」を含む8曲入りミニアルバム。収録曲の一つである「リセット」については、さぁさ曰く、「デモテープぐらい生々しくしたくて」「リアルすぎるほど生々しく録音した」とこのと。ジャケットでは大阪府の飲食店、太陽ノ塔GARDEN店で撮影しており、それを逆さまにしたものになっている。

### 主な記録
オリコン週間チャートでは初時登場は圏外だったが、2週目のみは208位にランクインされた。さぁさの作品では初のランクインとなった。

## 批評
CDジャーナルは「親しみやすいポジティヴポップのオンパレードになっている。清々しくも温かみを感じさせる楽曲、そして歌詞は、どこか癒しの要素も満載」と評した。

## 収録曲
1. サイテヒライテ
2. 花火のピアス
3. MY HERO
4. ドラマチック
5. ポジティブ・モンスター
6. △ -triangle-
7. リセット
8. snow musical

作詞・作曲：さぁさ(#ALL)
編曲：麻井寛史(#1, 6)、大楠雄蔵(#2, 8)、岡本仁志(#3, 4)、新井健史(#5)、さぁさ(#7)

## 参加ミュージシャン
- さぁさ - アコースティックギター(#1 - 3, 5 - 8)、コーラス(#ALL)
  - 岩井勇一郎 - ギター(#1, 5)
  - 岡本仁志（GARNET CROW） - ギター(#3, 4)
  - 野口亮 - ギター(#6, 8)
  - 麻井寛史（WAR-ED） - ベース(#1, 6)
  - 大楠雄蔵 - ピアノ(#2, 8)
  - 車谷啓介 - ドラム(#1 - 3, 8)、カホン(#7)